# Граніті
Граніті, Ґраніті (італ. Graniti, сиц. Graniti) — муніципалітет в Італії, у регіоні Сицилія,  метрополійне місто Мессіна.
Граніті розташоване на відстані близько 510 км на південний схід від Рима, 165 км на схід від Палермо, 45 км на південний захід від Мессіни.
Населення — 1501 особа (2014).
Щорічний фестиваль відбувається 20 січня. Покровитель — San Sebastiano.

## Демографія
Населення за роками:

Станом на 1 січня 2023 року в муніципалітеті офіційно проживало 40 іноземців з 15 країн, серед них 22 громадяни країн Євросоюзу та 1 громадянин України.

## Сусідні муніципалітети
- Антілло
- Кастільйоне-ді-Сицилія
- Гаджі
- Монджуффі-Мелія
- Мотта-Камастра